# Discografia di Queen + Paul Rodgers

## Album in studio
| Data pubblicazione | Titolo           | Posizione in classifica                                                                          |
| ------------------ | ---------------- | ------------------------------------------------------------------------------------------------ |
| 15 settembre 2008  | The Cosmos Rocks | #1: ; #4: ; #5: ; #8: ; #11: ; #15: #19: ; #18: ; #20: ; #24: ; #25: ; #28: ; #31: ; #45: ; #47: |

## Album dal vivo
| Data pubblicazione | Titolo                  | Posizione in classifica                                                                                               |
| ------------------ | ----------------------- | --- |
| 19 settembre 2005  | Return of the Champions | #3 ; #9: ; #12: (Argento); #13: ; #16: ; #19: , ; - #28: ; #42: ; #44 ; #47 ; #49: ; #56: , ; #78 ; - #80 ; #84 ; #96 |

## Singoli
| Data pubblicazione | Titolo                                               | Album di origine        | Pos. in classifica     |
| ------------------ | ---------------------------------------------------- | ----------------------- | ---------------------- |
| 29 agosto 2005     | Reaching Out/Tie Your Mother Down/Fat Bottomed Girls | Return of the Champions | #12 ; #13 ; #19 ; #33  |
| 1º dicembre 2007   | Say It's Not True                                    | The Cosmos Rocks        | #6 ; #90 ;             |
| 8 settembre 2008   | C-lebrity                                            | The Cosmos Rocks        | #7 ; #33 ; #67 ; #96 ; |

### Singoli promo
| Data pubblicazione | Titolo     | Album di origine | Pos. in classifica |
| ------------------ | ---------- | ---------------- | ------------------ |
| ottobre 2008       | We Believe | The Cosmos Rocks | #4 ;               |

## Video
| Data pubblicazione | Titolo                                 | Posizione in classifica                                                   |
| ------------------ | -------------------------------------- | ------------------------------------------------------------------------- |
| 18 ottobre 2005    | Return of the Champions                | #1: (platino), ; #2: , ; #3: , ; #4: ; - #7: , #9: ; #11: ; #14: ; #17: . |
| 28 aprile 2006     | Super Live in Japan (solo in Giappone) | N.d.                                                                      |
| 15 giugno 2009     | Live in Ukraine                        | N.d.                                                                      |

## Tour
- Queen + Paul Rodgers Tour 2005
- Queen + Paul Rodgers Tour 2006
- Rock the Cosmos Tour